# Hån, Årjängs kommun
Hån är en småort i Töcksmarks socken i Årjängs kommun belägen mellan Töcksfors och den svensk-norska gränsen. 
I orten finns en tullstation. En ny sträckning av E18 invigdes 2008 söder om Hån.